# Alfabetul gotic

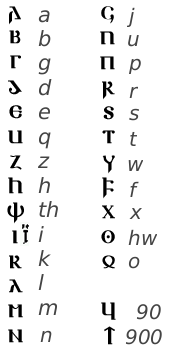
Corespondenţa literelor din alfabetul gotic cu cel latin

Alfabetul gotic este o formă de scriere alfabetică adaptată de episcopul got Wulfila (Ulfilas), în secolul al IV-lea, după alfabetul grecesc, pentru traducerea Noului Testament în limba gotă, traducere cunoscută ca Wulfilabibel (Biblia Wulfila).
Pentru că alfabetul gotic se bazează pe alfabetul grecesc, acesta a dat nu numai ordinea literelor și forma literelor, ci și modul de scriere a numerelor cu ajutorul literelor. Semnele grafice pentru redarea sunetelor care nu există în limba greacă au fost preluate din alfabetul latin și din scrierea runică. Literele alfabetului gotic poartă nume - de obicei un cuvânt care începe cu acea literă. Acest principiu nu este cunoscut la alfabetele latin și grecesc (unde denumiri ca alfa sau beta nu au nici o semnificație), fiind specific scrierii runice.
Corespondența literă-sunet, ordinea literelor și denumirile literelor ne-au parvenit printr-un manuscris al lui Alkuin, din secolul al IX-lea. Conform acestuia, existau 25 de litere, exact ca în alfabetul grecesc, la care se adaugă două litere care aveau numai valoare numerică (90 și 900). Denumirile literelor indică o contaminare între limba gotică târzie și cuvinte ale germanei occidentale timpurii. Din formele ce au ajuns la noi pot fi reconstruite forme "clasice" gotice, care în multe cazuri, corespund denumirilor vechilor rune germanice. De aici rezultă că scrierea runică a reprezentat punctul de pornire pentru atribuirea de nume literelor, și că numai unele denumiri, ca ezec, thyth, laaz, quertra, uuaer, eventual și aza, reprezintă creații noi.